# Владислав Петковић Дис
Владислав Петковић Дис (Заблаће, код Чачка, 10. март 1880 — Јонско море, 17/30. мај 1917) био је српски песник, учитељ и царински службеник. Припадао је епохи импресионизма и један је од најзнаменитијих песника са краја 19. и почетка 20. века. Био је извештач са фронта у Балканским ратовима. Повлачио се са српским народом и војском за време Првог светског рата преко Албаније, а затим је био пребачен на Крф. Транспортован је у Француску, где је написао своју последњу збирку песама Недовршене песме. По повратку у Грчку, брод на коме је пловио потапа немачка подморница у близини Крфа, 30. маја 1917. године.

## Биографија

### Детињство
Димитрије Петковић, Дисов отац, доселио се средином 19. века из околине Куманова и у Заблаћу је држао механу. Владислав је завршио основну школу у родном Заблаћу и првих шест разреда гимназије у Чачку, да би 1897. године уписао седми разред гимназије у Зајечару. Гимназију не успева да заврши јер није положио завршни испит зрелости, али то није била препрека да ради као привремени учитељ у селу Прлити крај Зајечара од 1906. до 1908. године.
Из Прлите прелази у Београд, где почиње да објављује прве песме у часописима Српски књижевни гласник, Нова искра, Бранково коло, под псеудонимом Дис (средњи слог имена). Дис је своје песничко надахнуће и потпору пронашао у боемским круговима око Скадарлије, који су представљали сушту супротност академској и професорској елити око Кнез-Михаилове улице. Савременици су га запамтили као младог, анемичног и нервозног човека, који је био танких нерава и занесеног погледа. Дис се најчешће кретао у друштву Симе Пандуровића, Антуна Густава Матоша, Милана Симића, Луке Смодлаке.

### Школовање
Дис је био сасвим осредњи ђак, али је у седмом разреду гимназије у Чачку написао своју прву песму „На прозору свећа гори” и то на немачком језику који једва да је срицао. Два пута ће безуспешно покушавати да положи матуру. Када ни други пут није положио, овог пута у Зајечару, он је председника комисије Вукашина Веизовића позвао на част:
- Дозволите да попијемо по чашу пива. Ја се не љутим, праведно сте ме оборили. Али то нас не чини непријатељима. Ја чашћавам...

У родном Заблаћу Основна школа носи његово име.

### Посао
У војску није ишао. Ослобођен је због уских груди и, по препоруци пријатеља, постаје привремени учитељ у селу Прлити испод Вршке Чуке, а покрај Зајечара. Све у нади да ће имати довољно времена да се посвети песмама. Тешко је, ипак, бити распеван у чамотињи и тишини, те он многе ноћи проводи са сељацима уз таблиће и чокање ракије. У град одлази једном месечно по плату, без које се ујутро враћа у село, након кафанске седељке. И нових тридесет дана поста, до новог одласка у Зајечар.
То је трајало две године, када је одлучио да напусти учитељско место и, с тек подигнутом платом, крене у Београд, једини могући пут за све песнике.
Ушао је сасвим тихо у друштво београдских великана, у време када се живело по кафанама које су биле и једина састајалишта. Знало се да се, када изађе, часопис у кафани прочита од корица до корица. Када се појави ново књижевно име, кафане забрује. Глумци су представе настављали у кафанама. Људи су се у њима братимили и крвили. Узалуд је уважени Јован Скерлић грмео да је све зло од њих.
Висок и мршав, подуже косе и сасвим необичних бркова, с наочарима иза којих је вребао задивљујући поглед, бивши учитељ из околине Зајечара тек уз помоћ Нушића и Ратка Минича успева да пронађе прво запослење. Песник, који ће касније постати стални становник безмало свих наших антологија, радио је као кантарџија на савамалској трошарини и са снебивањем се жали пријатељима да поваздан мора да мери шљиве.
Од прве плате штампао је посетницу на којој је писало само Дис. По свој прилици, то је била скраћеница, односно средњи слог његовог имена ВлаДИСлав, мада су неки тврдили да је то име града из Дантеовог „Пакла”, а други да је то био српски средњовековни назив за европски запад. Прилично дуго надимак је исписиван искључиво латиницом, како га је писао и сам песник, да би однедавно био штампан и ћириличним писмом.
Два пута отпуштен из службе, живео је ни од чега: од коректура и сарадње по дневним листовима, од незнаних и невиђених послова песника, кога је негативно критиковао Јован Скерлић, најутицајнији критичар тог времена.

### Брак
Његов кафански начин живота умногоме се изменио после венчања са Христином-Тинком, младом и лепом поштанском службеницом коју је одмах сместио у своје стихове. Брак су склопили на јутрењу у старој Марковој цркви септембра 1911. Она је, касније, о томе овако сведочила:
Венчање? Било је за анегдоту, мада се претерује, нарочито оно са прстеном. Ја сам прстен била заборавила, а без њега се није могло, па је Дисова сестра отрчала да га донесе. Додуше, кум је нудио алку од кишобрана, али је поп објаснио да прстена мора бити...
Веома привржен породици, али и пријатељима, Дис ће једном рећи:
За четири године брака нисмо четири пута сами, без гостију, ни ручали ни вечерали.
У браку је имао двоје деце Гордану и Мутимира. Шестогодишња ћерка Гордана страдала је у непажњом изазваном пожару 1918. године. Син Мутимир завршио је гимназију и 1940. дипломирао на Правном факултету у Београду. За време рата био је на Равној гори, као капетан у војсци Драже Михаиловића. После рата враћа се у Београд и 1945. нестаје: ликвидирала га је нова власт.

### Смрт
Као ратни извештач са српском војском, у којој су била и три његова брата, прошао је повлачење кроз албанске планине и почетком 1916. доспео на Крф. Убрзо је са групом српских избеглица отпутовао у Француску, боравио у Марсељу, Ници и Пти Далу, тугујући за породицом која је остала у окупираној Србији, па у последњем свом писму (мај 1917) говори: „Морам за Солун, једва чекам да ускочим у воз…” Према речима Софронија Михајловића, игумана Високих Дечана и Дисовог сапутника, упознали су се у возу, на станици у Марсељу, па се задржали два дана у Тулону, ради овере папира за пут. Одатле су исто возом стигли до Рима па, преко Напуља приспели у Галипоље (античку грчку колонију Калиполис) на обали Апулије, где су два дана чекали брод који ће их преко Јонског мора превести на Крф.
На француски пароброд укрцали су се 29. (16) маја 1917. у девет сати увече и у бродској трпезарији одмах упознали са осталим Србима, међу којима је била и Анка Петровић са децом, сестра Виде Црњански. Кад је освануло следеће јутро, игуман је кроз округли прозор приметио да је из воде изронио „немачки сумарен, као каква морска неман”. „Наста ужасна експлозија и паника на лађи”, исписао је касније. Торпедо је пробио труп брода и детонирао са његове друге стане, правећи катастрофално оштећење.
| „                                    | Кобне ноћи Дис није спавао. Мучен црним слутњама, више пута је излазио из кабине на палубу, одакле је гледао беличаст траг торпеда у модрој води. Чекао је последњи чамац у који је требало да ускочи и Анка Петровић са децом. Али, за њих више није било времена јер је брод, путујући на дно мора начинио вртлог који их је све повукао. Француски морнари касније су пронашли Дисово тело, у оделу наочаре и ситнину, једну драхму и педесет лепти. | ” |
| — Мирко Дрманац за новине „Политика” | |   |

## Књиге
Дис је песник ирационалног, он слике налази у подсвесном. Песник је суморних расположења и чак очаја, његов је израз сетан и музикалан. Јован Скерлић га је критиковао, јер се Дис није уклапао у његов идеал напредног песника. Каснија критика, почевши од Исидоре Секулић, уврстила је Диса међу најбоље српске песнике налазећи да је увео у српску поезију модерну поетику и нов сензибилитет, и поред извесних језичких небрижљивости.
Књигу Утопљене душе Дис је објавио 1911. године. Штампао ју је о свом трошку, јер није било издавача који би објавио поезију песника за коју је Јован Скерлић, тада најутицајнија личност српске критике, тврдио да „јесте једна неука и груба имитација”. Поезија „Утопљених душа” је негаторска, болећива, плачна и црна. Уводи у њу бодлеровске мотиве што представља новину, али ту је присутан и мотив умрле драге, који налазимо и у народној лирској поезији. Његова поезија иде у ирационално, у њој су Дисови снови и његове тишине.
Збирка поезије „Ми чекамо цара” написана је 1913. године. Његови кафански пријатељи су говорили да би било боље да ју је насловио „Ми чекамо пара”. У овој збирци песник је настојао да изрази славу своје отаџбине. То, међутим, није радио кликћући у националном поносу, као други песници, него је тужно лутао по згариштима и трулежи.
Најпознатије и уметнички највредније песме Владислава Петковића Диса су: „Тамница”, „Можда спава”, „Цветови славе” и „Нирвана”.

## Дисова награда
Да би се очувала успомена на овог великана српске поезије, Градска библиотека „Владислав Петковић Дис” организује културну манифестацију „Дисово пролеће”. Дисове свечаности почињу 10. марта, на песников рођендан, а завршавају се доделом „Дисове награде”. „Дисово пролеће“ подстиче стваралаштво младих, па сваке године награђује најбољи рукопис за прву песничку збирку. У едицији „Токови” објављено је до сада 35 књига, а многи добитници данас су постали позната песничка имена.
Градска библиотека „Владислав Петковић Дис” од 1964. године додељује Дисову награду за животно дело савременог југословенског, односно српског песника. Дисова награда се својом дуготрајношћу, избором добитника, саставима жирија чврсто укоренила на месту једне од најпрестижнијих домаћих песничких и књижевних награда. Последњих година Дисову награду чине плакета која се уручује добитнику и новчани износ награде. Награда се додељује се сваке године, жири заседа у Чачку. Новчани део награде је 160.000 динара а награда се уручује на завршној свечаности „Дисовог пролећа”.
Приредбу „песништву у част” прате:
- лист „Дисово пролеће”;
- изложба о лауреату са каталогом;
- књига добитника и
- низ других публикација које већ чине богату издавачку делатност библиотеке.
- Дисова награда

По њему су назване ОШ „Владислав Петковић Дис” Заблаће и ОШ „Владислав Петковић Дис” Београд.